# Annalena Baerbock
Annalena Charlotte Alma Baerbock (Hannover, 15 de desembre de 1980) és una política alemanya, presidenta des de 2018 del partit ecologista i progressista Aliança 90/Els Verds, conjuntament amb Robert Habeck. Des de 2013, ocupa un escó al Parlament Federal Alemany. És d'ençà del 8 de desembre de 2021 ministra d'Afers Exteriors d'Alemanya.

## Biografia
Baerbock és originària de l'estat de Baixa Saxònia. Des de l'any 2000 al 2004 va estudiar ciències polítiques i dret públic a la Universitat d'Hamburg. El 2005 va realitzar un màster de dret públic internacional a la London School of Economics. El 2005, va completar un període de pràctiques al British Institute of International and Comparative Law (BIICL).
De l'any 2005 al 2008, Baerbock va treballar a l'oficina d'Elisabeth Schroedter al Parlament Europeu. Entre 2008 i 2009 va treballar com a assessora de política internacional i seguretat per al Grup Parlamentari de l'Aliança 90/Els Verds al Bundestag.

## Carrera política
Baerbock es va afiliar a Aliança 90/Els Verds l'any 2005. A l'octubre de 2008 va ser elegida membre del comitè executiu del Grup Parlamentari Aliança 90/Els Verds a Brandenburg i va ascendir fins al lideratge d'aquesta executiva a l'any següent, un càrrec que va ocupar fins al 2013. Entre 2009 i 2012 va formar part també de l'executiva del Grup Parlamentari Aliança 90/Els Verds al Parlament Europeu.

### Diputada
El 2009, Baerbock va perdre les primàries del seu partit per ser candidata a les eleccions federals. El 2013 va guanyar les primàries a candidata del Partit Aliança 90/Els Verds a la circumscripció electoral de Potsdam-Potsdam-Mittelmark II-Teltow-Fläming II i a més es va assegurar el seu lideratge a la llista electoral de l'estat de Brandenburg. Va sortir escollida com a membre al Bundestag en aqueslles eleccions.
Durant el seu primer mandat, Baerbock va ser membre del Comitè d'Afers Econòmics i Energia així com del Comitè d'Afers Europeus. En el seu grup parlamentari va exercir com a portaveu de política climàtica. Durant aquesta etapa va participar en les Conferències de les Nacions Unides sobre Canvi Climàtic a Varsòvia (2013), Lima (2014), París (2015) i Marràqueix (2016).
A part de les seves tasques en comissions, Baerbock ha exercit com a vicepresidenta del Cercle d'Amics Parlamentari Berlín-Taipei.
A les eleccions federals de 2017, Baerbock va ser reelegida com a cap de llista per l'estat de Bandenburg, que li va permetre mantenir l'escó. Després de les eleccions va formar part de l'equip negociador per a les fallides negociacions entre la CDU/CSU i l'FDP. Des de llavors és membre del Comitè de Famílies, Ancians, Dones i Joves.
El 17 d'abril de 2021 va ser elegida per tercera vegada cap de llista al land Brandenburg amb 97,25% dels 106 vots a favor. Era l'única candidata.
Amb els sondejos que des de la tardor del 2018 col·loquen Els Verds com a segona força just darrera CDU/CSU, aquests decideixen de cara a les eleccions federals del 2021 nomenar per primera vegada en la seva història un candidat a canceller. El 19 d'abril de 2021, Annalena Baerbock i Robert Habeck, els dos candidats del Grup Parlamentari Aliança 90/Els Verds, fan públic que la Annalena Baerbock ha estat designada pel comitè executiu federal del partit com a candidata al càrrec de cancellera a les eleccions federals previstes pel setembre d'aquest any.

### Presidenta d'Aliança 90/Els Verds
El 27 de gener de 2018 a la convenció nacional del partit a la seva ciutat natal, Hannover, Baerbock va ser triada com una dels dos presidents del partit a nivell federal, al costat de Robert Habeck. Va rebre el 64% dels vots superant l'oponent Anja Pell.

## Vida privada
Baerbock és casada i té dues filles. La família viu a Potsdam.